# Charles-Valentin Alkan
Charles-Valentin Alkan (Paris, 30 de novembro de 1813 – Paris, 29 de março de 1888) foi um compositor francês judeu do período romântico e um dos maiores pianistas de seu tempo. Suas composições para o instrumento são algumas das mais difíceis já escritas, desafiando virtuosi até os dias de hoje.

## Biografia
Nascido Charles-Henri-Valentin Morhange, Alkan adotou o primeiro nome do pai, professor de música, como seu sobrenome. Foi um prodígio. Entrou no Conservatório de Paris aos seis anos de idade, onde estudou órgão e piano. Aos nove anos, Luigi Cherubini descreveu sua técnica e habilidade como extraordinárias. Seu opus 1 data de 1828, quando possuía apenas 14 anos.
Foi amigo de Frédéric Chopin, George Sand, Victor Hugo e Franz Liszt, que certa vez disse que Alkan possuía a mais perfeita técnica que ele já tinha visto. Isolou-se quase completamente quando possuía por volta de 25 anos de idade, devido a diversos problemas pessoais. Viveu assim até quase o final de sua vida.
Pouco se sabe sobre este período da vida de Alkan, exceto que estudou profundamente o Talmud e a Bíblia, tendo completado a tradução para o francês tanto do Antigo quanto do Novo Testamento, a partir de suas línguas originais. Assim como muitas de suas composições, essas traduções foram perdidas. Entre as obras que não sobreviveram ao tempo, há sextetos para cordas e uma sinfonia para orquestra completa.
Acredita-se que o pianista Elie-Miriam Delaborde (1839–1913) tenha sido filho ilegítimo de Alkan. Aprendeu a tocar com o suposto pai, além de ter apresentado e editado muitas de suas obras.
Charles-Valentin Alkan morreu em Paris aos 74 anos. Por muitos anos acreditou-se que sua morte foi causada pela queda de uma estante em sua casa, fato que Hugh MacDonald provou ser falso em 1978. Alkan está enterrado no Cemitério de Montmartre.

## Obra
Alkan escreveu quase exclusivamente para piano, órgão e pédalier, requerendo um grande virtuosismo. Musicalmente, muitas de suas idéias foram inovadoras.
Alkan teve poucos seguidores, dentre os quais Ferruccio Busoni, Anton Rubinstein e Kaikhosru Shapurji Sorabji.
Por muitos anos após sua morte, a obra de Alkan esteve completamente esquecida. Foi sendo redescoberta durante o século XX. Peças de sua autoria foram gravadas por músicos como Egon Petri, John Ogdon, Raymond Lewenthal, Ronald Smith, Jack Gibbons, Vincenzo Maltempo, Stéphanie Elbaz e Marc-André Hamelin, entre outros.

### Principais obras
- Op. 10, dois Concertos de câmara
No. 1: Concerto da Camera em Lá menor
No. 2: Concerto da Camera em Dó sustenido menor
- Op. 12, Trois Improvisations dans le style brilliant
- Op. 13, Trois Andantes romantiques
- Op. 15, Trois Morceaux dans le genre pathétique
- Op. 16, Tre Scherzi
- Op. 25, Alleluia
- Op. 26, Marche funèbre
- Op. 31, Prelúdios
- Op. 33, Grande Sonate Les Quatre Ages
- Op. 35, Douze Études dans tous les tons majeurs
- Op. 39, Douze Études dans tous les tons mineurs
No. 1: Comme le vent
No. 2: En rhythme molossique
No. 3: Scherzo diabolico
Nos. 4-7: Sinfonia para piano solo
Nos. 8-10: Concerto para piano solo
No. 11: Ouverture
No. 12: Le festin d'Esope (Aesop's feast)
- Op. 45, Salut, cendre de pauvre!
- Op. 52, Super flumina Babylonis (Paráfrase do salmo CXXXVII)
- Op. 61, Sonatine
- Op. 63, Quarenta e oito Esquisses
- Op. 69, Impromptu sur le Choral de Luther
- Op. 76, Trois Grandes Études para piano
No. 1: Fantaisie em Lá bemol maior para a mão esquerda
No. 2: Introdução, Variações e Finale em Ré maior para a mão direita
No. 3: Mouvement semblable et perpetuel (Rondo-Toccata) em Dó menor para mãos reunidas